# Lubcza (Bułgaria)
Lubcza (bułg. Любча) – wieś w Bułgarii, w obwodzie Smolan, w gminie Dospat. W 2024 roku liczyła 818 mieszkańców.

## Historia
Po przymusowej konwersji pod koniec 1912 r. i wybuchu wojny międzysojuszniczej w 1913 r. w Lubczy zorganizowano oddział przeciwstawiający się armii bułgarskiej i bułgarskim oddziałom hajduszowym. W ten sposób Lubcza wniosła swój wkład w powstanie, które zrodziło do Republiki Giumri. Oddział Lubczy współpracował z oddziałami ze wsi Waklinowo, Koczan, Wyłkoseł i Dospat. Oddziały te liczyły 30, 50 lub 60 osób. W nocy z 26 na 27 września 1913 r. zaatakowali posterunek straży granicznej we wsi Chawdar.